# Valdenuño Fernández
Valdenuño Fernández és un municipi de la província de Guadalajara, a la comunitat autònoma de Castella-La Manxa.

## Demografia
| 1991 | 1996 | 2001 | 2004 |
| ---- | ---- | ---- | ---- |
| 143  | 135  | 165  | 209  |